# National Express East Coast
National Express East Coast was een Brits spoorwegbedrijf dat hogesnelheidstreinen uitbaatte tussen Station London King's Cross, Yorkshire, het noordoosten van Engeland en Schotland via de legendarische East Coast Mainline. De concessie liep oorspronkelijk tot 2015, maar werd verloren in 2009. Het bedrijf werd in december 2007 opgericht en verving de concessie van Great North Eastern Railways, de eigenaar van GNER (Sea Containers limited) kon de concessieprijs aan de overheid niet meer betalen.

## Route

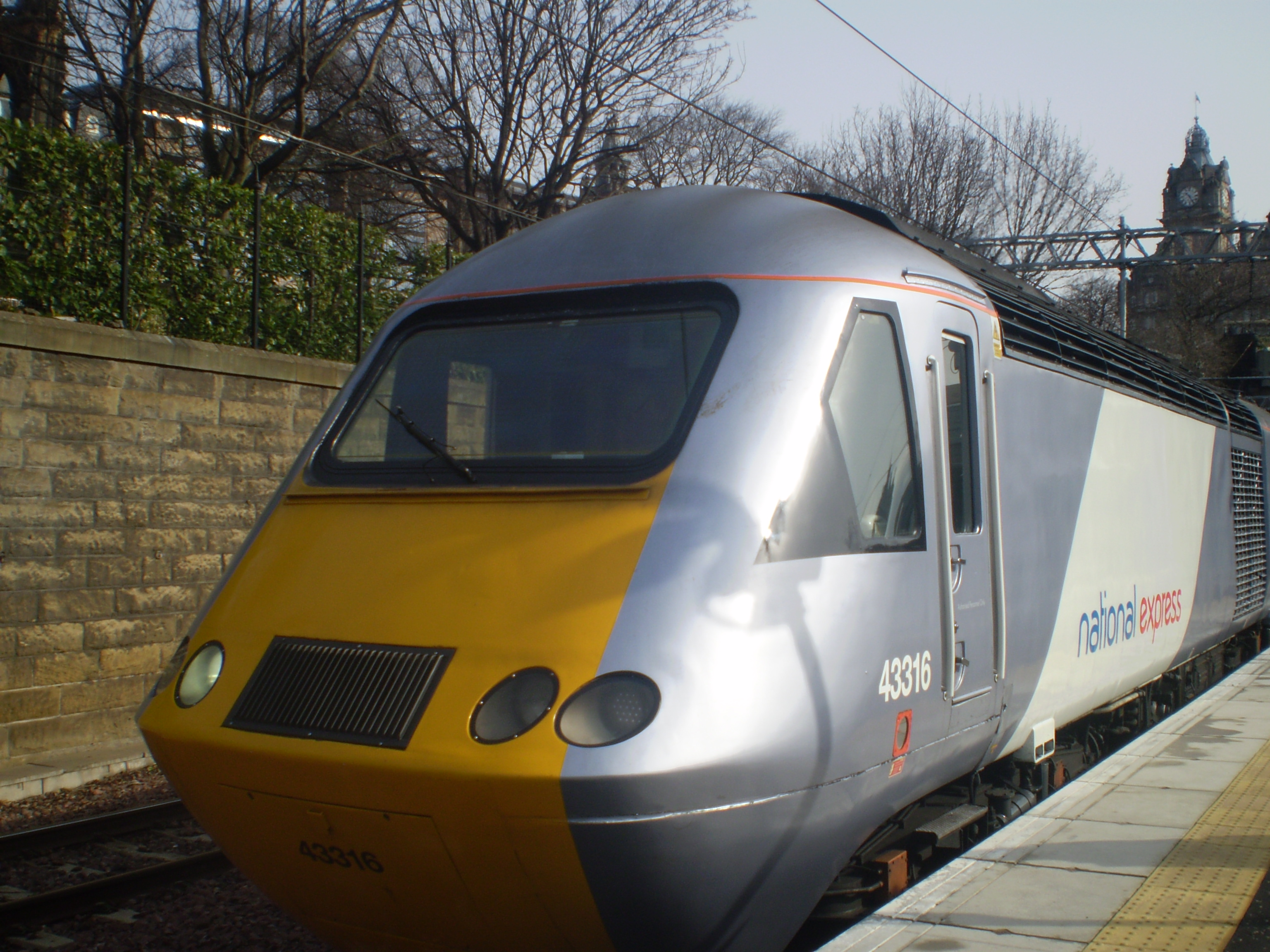
De HST 43316 te Edinburgh

De exprestreinen van National Express East Coast vertrekken vanuit het Londense Kings Cross-station. De hoofdlijn gaat rechtstreeks tot in Edinburgh. Op deze lijn rijdt elk half uur een trein; de trein om 10 uur heeft de naam "Flying Scotsman" behouden. Deze legendarische trein reed vanaf de jaren '20 in een recordtijd over dit traject.
Tien treinen per dag rijden van Edinburgh verder tot Glasgow, maar het bedrijf baat ook treindiensten uit tot Hull, Leeds en Bradford. In Schotland rijden de exprestreinen naar Edinburgh driemaal per dag verder tot Aberdeen en eenmaal per dag tot Inverness. Het bedrijf zet ook treinen in op trajecten Leeds-Edinburgh-Abberdeen.
Vanaf 2011 komt er ook het traject naar Lincoln bij.
Op de route tussen Londen en Glasgow gaat National Express in directe concurrentie met Virgin Trains, het bedrijf dat treinen laat rijden tussen Londen Euston en Glasgow via Birmingham (de West Coast Mainline). Na de moderniseringswerken van deze West Coast Mainline zal National Express nauwelijks nog kunnen concurreren, omdat de reistijd van de Virgintreinen bijna een uur korter is. Maar National Express kan zo wel de verbinding tussen de steden in het noordoosten van Engeland met Glasgow verzorgen.
Tussen Londen en Hull wordt slechts eenmaal per dag een trein ingelegd, dit komt doordat het bedrijf hier rechtstreeks in concurrentie gaat met Hull Trains. Hull Trains is een open-access operator, wat betekent dat het bedrijf niet aan een concessie gebonden is, en rijdt zeven treinparen per dag tussen London en Hull via Doncaster en Selby.
Het bedrijf bedient 53 stations, waarvan het er 12 onderhoudt.
National express EastCoast moest een bedrag van 1,4 miljard pond betalen (de zogenoemde "premium") aan de Britse overheid voor de concessie die vijf jaar zou duren, bij goed presteren van het bedrijf zou de concessie worden verlengd met 2 jaar zonder "premium" verplichtingen.
Al binnen een half jaar bleek dat National Express te veel had geboden voor de vervoersrechten (GNER bood eerder 1,2 miljard). In 2009 kon de vervoerder niet aan zijn betalingsverplichtingen voldoen en verloor de concessie op 14 november 2009 om 23:59 uur waarna Direct Operated Railways (DOR) het stokje overnam. De datum en het moment is een strategische zet van het Ministerie van transport geweest om ervoor te zorgen dat National Express niet voldeed aan haar verplichtingen aan het departement, waardoor verlenging van andere concessies van het bedrijf meteen werden uitgesloten. National express zal de eerstkomende jaren niet meer mogen bieden op spoor concessies in de UK. De huidige concessies van National Express East Anglia en C2C zullen niet worden verlengd, en een nieuwe aanbestedingsronde zal starten in 2012.
De treindienst op de Eastcoast Mainline worden nu uitgevoerd door Direct Operated Railways onder de handelsnaam "EastCoast".

## Materieel
National Express East Coast heeft het materieel van GNER overgenomen. De nieuwe kleuren zijn wit en grijs.